# 鎮東將軍
镇东将军，为东汉时期设立的一个官职，唐朝废止。
三国魏国时，镇东与镇西、镇南、镇北将军合称四镇，多为持节都督，出镇方面，权势很重，二品。魏文帝时期，选臧霸为镇东将军。西晋、南朝宋改为三品，多为持节都督，进为二品。南梁、陈列为八镇将军之一。梁武帝天监七年（508年），为武职二十四班中二十二班，南陈改为拟二品，比秩中二千石。北魏定为从二品。北齐为褒赏勋臣的闲职，从二品。